# Тврђава Камерленго
Тврђава, дворац или чаштел  Камерленго некада фортификацијски објекат а данас туристичка дестинација Трогира уз саму југозападну ивицу древног града града Трогира. Изграђена је за одбрану морског канала и прилаза луци.
Најстарији део фортификације  је полигонална кула с краја 14. века. века, а зидине су добиле данашњи облик по доласку млетачке власти када је Венеција освојила Трогир. За изградњу је консултован државни инжењер Лоренцо Пицино, а извођење радова је поверено протомагистру Марину Радоју. Тврђава је грашена од 1420. до 1437. године и служила је за смештај венецијанске војне посаде.

## Назив
За тврђаву се усталио назив Камерленго по венецијанском државном службенику који је управљао финансијским и економским пословима градске комуне. Овај млетачки службеника, благајника и каштелана (camerlengo e castellano), био је  задужен за државне финансије, и надлежан за исплату војске. Живео је унутар дворца, а поред његових стамбених просторија било је и оних за кастелана и војну посаду.

## Положај
Тврђава Камерленго се налази уз саму југозападну ивицу историјског језгра Трогира које се налази на острвцу у морском сужењу у коме се оток Чиово највише приближио копну. Острвце које је оријентирано у смеру исток - запад дугачко је око 515 метара, са највећом ширином у смеру север - југ од око 285 метара. Обим и облик острвца година се мењао јер се стално ширило насипањем терена, посебно на јужној и западној страни.
Тврђава је са копном повезана старим каменим мостом, а са Чиовом покретним мостом, који се налази на најужем делу Трогирског канала. Пре градње моста према копну почетком 14. века тврђави се вероватно прилазило преко спруд који ствара бујица Добрића (њено корито је каналисано); али она и данас наноси шљунак, који се мора стално уклањати како не би затрпао „Фошу”. Данас се за мост који води на копно употребљава назив Мали мост, а за онај према Чиову Чиовски мост.

## Историја
Град Трогир, чији почеци сежу у 3. век  пре нове ере, има веома бурну историју. Град су према претпоставкама историчара основали грчки колонисти са Виса (тада Иса), који су подигли насеље на простору оточић на којем је изграђено историјхско језгро Трогира. Изворно ово је највјеројатније био низак комад – језичак, врх околног поља, одвојен мочварним плићацима, који су накнадно обликовани у одбрамбени јарак. 
Трогир је у првом веку постао римска општина, а писац Плиније Старији (23/24 – 79) овај град помиње као место познато по квалитетном камену за градњу. 
Када током 4. века у Трогир долази нова вера, хришћанство оно се ширило из суседне Салоне.  Тада се на подручју Трогира формирала нова култура града и његовог становништва, јер је град има врло повољан положај, смештен у непосредној близини највећег далматинског средишта Сплита.  Доласком Словена, окреће се нова страница историје, а мења се и име у Трогир које се сачувало до данас.
Након пада Римског царства крајем петог века, Трогир је једно време био независан, а у седмом  веку постао је део византијске Далмације. 
Формирањем и јачањем хрватске средњовековне државе  плаћан је данак за својеврсну аутономију Трогира, који је временом прерастао у седиште хрватских владара из друге половине деветог века. Када су  Млечани појачали притисак на град они си од 10. века постали његови господари  под вођством дужда Петра II Орсеола.  Тада је створена и самостална Трогирска епархија,која је укинута тек у 19. веку. 
Почетком 12. века Трогир је са привилегијама потпао под власт хрватско-угарског краља Коломана (пре 1074 - 1116). У наредна три века власт у Трогиру ће се смењивати између млетачке управе, хрватско-угарских краљева и феудалних породица попут брибирских кнезова Шубића. 
Раздобље развијеног средњег века је оно у којем ће се у град доселити бројно хрватско становништво које је формирало Трогирску комуну са широким системом аутономије. У то време долази до привредног и културног процвата града. 
Након што је вековима био на мети Млечана и неколико пута накратко пао под њихову власт, Трогир га је 1420. морао признати као последњи далматински град. Овога пута биће дуготрајан, односно до укидања Млетачке републике 1797. године. Освајачки поход предводио је командант млетачке флоте Пјетро Лоредан (1372 – 1438). У нападима су тешко оштећене градске зидине са околним кулама, затим објекти верске и градске управе, као и значајан део палате. Трогир није предао власт мирним путем и Млечани су имали врло мало присталица, па су морали да доведу велики број војника најамника за успостављање власти.

### Пројектовање и почетак радова
Исто тако, почели су да обнављају Трогир према својим замислима које су се заснивале на спречавању напада са мора и могућих унутрашњих побуна. Стога је већ два месеца након освајања града почела изградња тврђаве у његовом југозападном делу. Претходно је дужд Томазо Моћениго (око 1343 – 1423) изабрао комисију за изградњу, коју су чинили реномирани војни инжењери. Недуго затим, именовани трогирски кнез Шимун Детрицо (умро око 1448.), потомак задарске племићке породице римског порекла, ангажује трогирског градитеља и зидара Марина Радојева да изради камен за темеље дворца. Комуна се обавезала да ће му за време радова обезбедити посаду и брод који ће допремати камен из оближњих каменолома.
Због изградње дворца, који је укључивао и околни опкоп, део некадашњих трогирских племића и грађана остао је без имовине. Радови су се највећим делом финансирали приходима комуне од продаје соли, због чега се градња одужила. Спорост изградње приморала је млетачке власти да директно уложе новац у завршетак замка и реконструкцију градских зидина на местима где им је претило урушавање. Дворац је завршен 1437. године, након седамнаест година изградње. 

### Губитак значаја
Престанком османске опасности градска утврђења су изгубила на значају, а посебно за време Хабзбуршке владавине дворци су потпуно напуштени. 
Напуштени Камерланго је мењао своју намену и полако је изложен зубу времена почео да пропада. 
Тврђава је ипак успела да задржи свој првобитни облик, када је Старо језгро града Трогира доспело на Унескову листу светске баштине, а дворац Камерленго постао његов неизоставни туристички део.

## Изградња
Тврђава  Камерленго подигнута је уз море, на ивици предграђа, на југозападном углу острвцета на коме се пружа историјско језгро Трогира.
Градња тврђаве започета је 1420. године, а довршена 1437. године, непосредно након млетачког освајања Трогира. Пиетро Лоредан, генерални капетан Кулфа (Јадранског мора) и целе војске у Далмацији, према одлуци државних власти (Signoria) у мају 1240. године наредио је Задранину Шимуну Детрицу, првом кнезу након млетачког освајања, да се сагради ново утврђење, и то према нацрту надстојника Марина. У јулу 1420. године дужд Томасо Мокениго  донео је наредбу, дукалу, да се сагради ново утврђење (novum fortalicium sive Castrum).
Потом је 1. августа 1420. године на предлог Пијетра Лоредана, након његових консултација са млетачким владарима и високим војним личностима, посебно с Марком Мијанијем и с мајстором, инжењером Пинцином, изнесено  мишљење да се каштел сагради у предграђу, уз постојећу велику кулу уз коју се разапињао ланац којим се затварала лука.
Иако се спомиње нацрт који је израдио надстојник Марин (Радојев), пресудни су највероватније били доприноси инжењера Пинцина који 1414. године у Задру предлаже радове на адаптацији Каштела, а консултован је такође и при утврђивању Шибеника.
Мишљења о избору локације за градњу тврђаве нису била усклађена. Било је, наиме, предлога да се каштел сагради на источном рубу града, код самостана Светог Ивана Крститеља. 
Дана 8. августа 1420. године споменути кнез Шимун Детрицо склопио је уговор с главним мештром, протомагистром Марином Радојевим, који је требао набавити камење и започети рад на темељима.

## Архитектура
Тврђава је трапезоидног тлоцрта са монументалном полигоналном кулом окренутом ка мору на месту Ланчане куле и мањим угаоним кулама. Око тврђаве је постојао бедем са потпорним зидом, и широким одбрамбеним шанцем према граду са севера и истока. 
Главна капија замка са лунетом и покретним мостом налази се на северној страни замка. У средини прочеља на јужној, западној и северној страни налази се бертеска са висећим луком на конзолама. 
У унутрашњем дворишту налазиле су се стамбене зграде за кастелана и посаду и капела Светог Марка.  
Тврђава је изнутра била насута песком,  у дворишту је био бунар и капела Светог Марка, па је могла независно функционисати ако би дошло до, на пример, побуне становништва.  
Каштел Камерленго је од града био одвојен одбрамбеним јарком, а у унутрашњост се улазило преко дрвеног моста. Неколико метара од зидина постојао је и спољни одбрамбени зид као заштита од напада тешким наоружањем.
Северозападне куле имале су насип, који је настао набацивањем камења, а спречавао је пристајање ратних галија.
Главни улаз у тврђаву сачуван је и данас.